# 金善珠
金善珠（キム・ソンジュ、김 선주 、1985年11月13日 - ）は韓国の女子アルペンスキー選手。ソウル特別市出身。
2010年バンクーバーオリンピック代表。2007年アジア冬季競技大会で大回転で銅メダルを獲得。同大会の2011年アスタナ・アルマトイ大会では大回転と同大会から競技種目となった滑降で金メダルを獲得している。